# 칠곡군의 지질

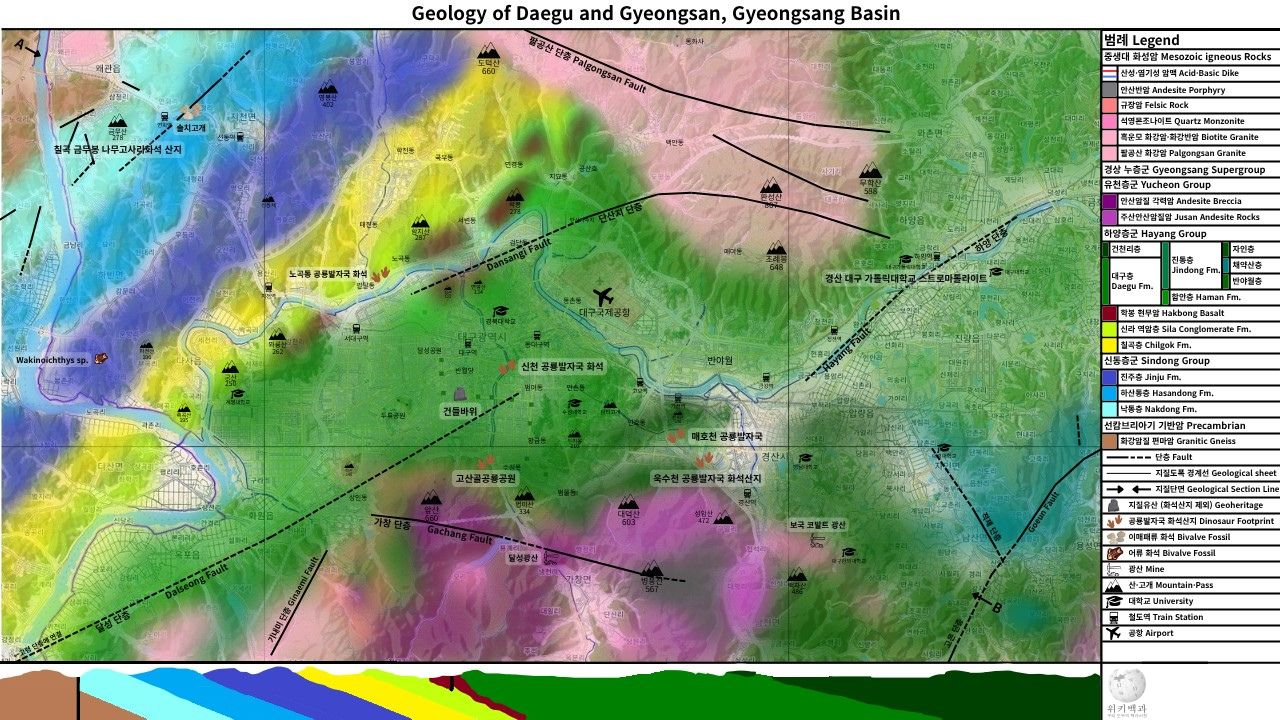
칠곡군 및 대구광역시의 지질

본 문서에서는 경상북도 칠곡군의 지질과 칠곡 금무봉 나무고사리화석 산지 등 지질유산 및 화석에 대해 설명한다.

## 개요
경상북도 칠곡군은 선캄브리아기 영남 지괴/영남 육괴와 백악기 경상 분지의 경계에 위치해 북서부에는 선캄브리아기 기반암인 편마암류가, 남동부에는 중생대 백악기의 퇴적암 지층 경상 누층군이, 북동부에는 백악기 팔공산 화강암이 분포한다. 1:5만 지질도 상으로
- 구미 지질도폭(1974)의 남동부[2]
- 대율 지질도폭(1980)의 남서부[3]
- 왜관 지질도폭(1928)의 북동부[4]
- 대구 지질도폭(1928)의 북서부[4]

에 해당한다.

## 선캄브리아기편마암류

### 화강암질 편마암
칠곡군 북삼읍(북서부 제외), 약목면, 기산면, 석적읍 중지리, 포남리 지역에 분포하는 선캄브리아기 기반암으로, 경상 누층군 낙동층과 응회암류의 기반암이 되며 쥐라기~백악기에 걸쳐 김천 화강암, 금오산 화산암류 및 선산 화강섬록암에 관입당했다. 석적면-왜관읍 지역에서는 경상 누층군 낙동층의 기반암이 되며 암주상의 선산 화강섬록암에 관입당했다. 중립 내지 조립질의 흑운모 화강암질 편마암이 우세하며 렌즈상의 담회색 석회암 지층을 협재하고 흑운모편암과 각섬석편암이 분포한다.
선산 화강섬록암이 곳곳에 관입하여 각섬석의 양이 많아지고 주입편마암 또는 미그마타이트(혼성암)의 형태를 보이며 페그마타이트 암맥이 주입되어 심한 습곡 구조를 보이기도 한다. 곳에 따라서는 세립질인 부분과 페그마타이트질 부분이 교호되어 호상 구조를 띠기도 한다. 현미경 하에서 석영, 정장석, 미사장석, 흑운모로 구성되며 소량의 견운모와 녹니석을 함유한다. 편리의 주향과 경사는 북서 20°, 남서 55° 및 북서 75°, 남서 35° 로 등사 습곡 구조를 보인다.
남면-초전면-북삼면-약목면 지역에서는 김천 화강암, 금오산 화산암류 및 선산 화강섬록암에 관입당했다. 암상은 세립질~조립질이고 미약한 엽리 구조를 띤다. 박층의 흑운모편암이 렌즈상으로 협재된다. 칠곡군 북삼면 보손동 부근에서는 화산암류와 화강섬록암의 관입으로 편마암의 엽리가 교란되어 있다. 현미경 하에서 석영, 정장석, 사장석, 흑운모로 구성된다. 일반적인 엽리의 주향과 경사는 북동 4°, 북서 50° 및 북동 21°, 남동 35° 로 배사 구조를 보이며, 습곡축은 방위각 188° 방향으로 8° 침강한다.
칠곡군의 화강암질 편마암
- 칠곡군 기산면 노석리 석정사(도로명주소: 칠곡군 기산면 선노로 1072-43) 입구 도로변 (이하 동일)

## 경상 누층군

### 낙동층
왜관 지질도폭(1928)에 의하면 선캄브리아기 편마암의 침식면 위에 퇴적되어 있다. 주로 암회색 셰일, 암회색 또는 암자색(暗紫色) 등의 이암, 암회색, 갈색 사암, 역암 등으로 구성되여 하부, 중부, 상부 3개 부분으로 나누어진다. 낙동층 하부는 흑색 셰일, 녹색 이암, 갈색 사암, 역암으로 구성되며 무연탄(anthracites)이 협재된다. 낙동층 중부는 주로 사암과 역암으로 구성되며 약간의 흑색 셰일을 포함하고 전체 두께는 약 300 m이다. 낙동층 중부의 상위에 협재된 역암은 Cibotiocaulis tateiwai Ogura, Cyathocaulis naktongensis Ogura, Xenoxylon latiporosum (Cramer)과 같은 다수의 고사리(tree-ferns)와 침엽수 화석을 특징적으로 포함한다. 화석이 별로 없는 낙동층 상부는 비교적 연속성 있는 흑색 셰일과 갈색 사암 등으로 구성되며 두께는 300 m이다. 북동 주향에 경사는 남동 10~30°이다.

#### 화석
칠곡군 지천면 금호리에 분포하는 낙동층 상부층에서 고사리 잎화석(Cladophelbis sp., Onychiopsis sp. 등), 구과식물 잎화석(Araucaria sp.)과 이매패류 화석(Nagdongia sp., Trigonioides sp. 등)의 산출이 확인되었다. 다습한 기후를 지시하는 고사리 잎화석은 하부층에 우세하게 산출되고, 고온 건조한 기후를 지시하는 구과식물 잎화석은 상부층에 집중되어 산출되는 현상이 나타남을 미루어 볼 때, 육지의 기후변화가 영향을 끼친 것으로 여겨진다. 따라서 낙동층 퇴적 말기에 다습한 기후에서 점차 건조한 기후로의 변화가 나타났으며, 이는 결과적으로 퇴적환경의 변화(낙동층의 퇴적 종료→하산동층의 퇴적 시작)를 초래한 것으로 해석된다.
칠곡군 지천면 금호리의 불동리 지역에서 경북대학교 양승영 교수에 의해 Nippononaia ryosekiana가 처음으로 발견되었다. 이곳은 Nagdongia soni의 모식 산지이다.

#### 칠곡 금무봉 나무고사리화석 산지
금무봉 나무고사리화석 산지에는 경상 누층군의 최하부 지층인 낙동층의 중부에 해당하는 퇴적암이 대체로 북동 45°의 주향과 남동 20°내외의 경사로 대상 분포한다. 이 지역의 낙동층은 렌즈상 층리를 형성하며 역질조립사암, 세립사암, 실트스톤, 셰일질이암 등 다양한 퇴적상이 나타난다. 이 지역의 낙동층에서는 나무고사리화석 이외에도 양치류, 구과류, 이매패류, 복족류, 공룡 뼈 화석 등이 산출된다. 이 화석 산지는 한국에서 처음으로 중생대의 식물 화석이 대량으로 산출된 곳으로 나무고사리화석 이외에 양치류, 구과류 등의 나자 식물화석, 이매패류와 복족류 등의 연체동물 화석, 공룡뼈 화석 등이 산출된다.
오구라(1927, 1941, 1944)는 금무산 일대에서 나무고사리 화석을 찾고 목재화석 Xenoxylon latiporosum (Cramer) Gothan을 발견하였다. 정은경 외(2012)는 왜관읍 금무산에 대한 야외조사를 통하여 목재화석 1개체를 채집하였고 이는 목재화석 Xenoxylon latiporosum (Cramer) Gothan으로 확인되었다.
정은경 등(2014)은 칠곡 금무봉 나무고사리화석 산지의 하부 낙동층에서 나무 화석 Xenoxylon meisteri Palib. et Jarm. 화석을 발견했다. 이들 Xenoxylon 화석과 나무 양치류 화석의 공존은 백악기 초기 한반도 지역에서의 습하고 차가운 기후를 지시한다.

### 하산동층
칠곡군 지천면 연화리에서 송정리로 넘어가는 솔치고개(북위 35° 57′ 33″ 동경 129° 27′ 35″ / 북위 35.95917°  동경 129.45972° ) 도로변의 하산동층 하부 흑색 이암에서 비해성(非海成) 이매패 Nagdongia soni의 화석이 산출되었다. 이 화석은 신동층군에서 가장 풍부하게 산출되는 이매패류 화석이다. 해당 지역의 하산동층은 사암, 이암, 셰일로 구성되며 북동 35°의 주향과 남동 23°의 경사를 보인다.
칠곡군 지천면 창평리의 야산 계곡 하산동층에서 약 1000여개의 공룡 발자국이 발견되었다. 공룡 발자국들은 하산동층 역질 사암의 지층면에서 산출된다. 이곳의 발자국의 모양은 중소 타원형(장경 10~30 cm)과 지름 약 80 cm 크기의 대형타원형의 두 종류이다.
칠곡군 가산면 석우리(북위 36° 08′ 54″ 동경 128° 26′ 30″ / 북위 36.14833°  동경 128.44167° )의 하산동층에서 Thallites yabei, Onychiopsis elongata, Cladophlebis denticulata, Cladophlebis shinshuensis, Cladophlebis (Eboracia ?) lobifolia, Cladophlebis (Klukia ?) koraiensis, Brachyphyllum japonicum, Elatocladus tennerima, Taeniopteris ? sp. cf. T. auriculata 9종의 식물 화석이 발견되었다. 이들 하산동층의 식물군(flora)은 낙동층의 식물군과 아주 유사하며 이는 두 식물군이 아열대 기후에 살았음을 의미한다. 화석이 채취된 곳은 도로변 공사장으로 이곳의 하산동층은 10°정도의 경사를 보이고 박층의 흑색의 셰일이 회색의 사암과 교호되는 양상을 보인다.
칠곡군의 하산동층
- 북위 35° 57′ 02.51″ 동경 128° 27′ 23.83″ / 북위 35.9506972°  동경 128.4566194°
- 칠곡군 지천면 연화리 산 99-1
북위 35° 57′ 02.83″ 동경 128° 27′ 23.6″ / 북위 35.9507861°  동경 128.456556°
- 칠곡군 지천면 신리 산 25-3
북위 35° 57′ 25.04″ 동경 128° 28′ 38.04″ / 북위 35.9569556°  동경 128.4772333°

### 진주층
왜관-대구 지질도폭(1928)에 의하면 흑색 셰일, 녹색 이암, 사암 등으로 구성되며 곳에 따라 무연탄을 협재한다. 사암은 대개 역질(礫質; conglomeratic)이며 일부 흑색 셰일은 연흔(Ripple marks) 구조를 보인다. 전체 두께는 약 1,000 m이다. 주향은 북동이며 경사는 남동 10~30° 정도이다. 도폭 내에서 화석이 발견된 대구광역시 달성군 다사읍 문양리와 하빈면 동곡리에서 하빈면 남동부, 칠곡군 지천면 오산리 북서부, 영오리와 덕산리, 낙산리 북중부, 명봉산(402.1 m), 동명면 금암리 구덕리 그리고 기성리에 이르기까지 분포힌다.
김영기 외(1982)는 칠곡군 지천면의 진주층에 발달한 불연속면(절리)에 대한 역학적 연구를 실시하였다. 이 지역의 진주층은 세립/중립질 암회색 사암과 셰일이 교호하며 곳에 따라 두께 3~6 m의 염기성 암맥이 관입하고 있다. 진주층 내 층리면을 따라 직교 내지 사교하는 절리들은 평균 두께 14.5 cm, 평균 연장 25.5 cm에 4개의 방향을 가지며 이 절리를 따라 진주층 암석이 붕괴되고 있다. 암체의 활동각은 73, 80, 82°이다.
칠곡군의 진주층
- 칠곡군 지천면 덕산리 산 8-2
북위 35° 56′ 40.86″ 동경 128° 29′ 45.5″ / 북위 35.9446833°  동경 128.495972°
- 칠곡군 지천면 덕산리 산 37-2
북위 35° 56′ 23.75″ 동경 128° 29′ 52.41″ / 북위 35.9399306°  동경 128.4978917°
- 칠곡군 지천면 덕산리 산 42-2
북위 35° 56′ 14.47″ 동경 128° 30′ 03.82″ / 북위 35.9373528°  동경 128.5010611°
- 칠곡군 지천면 덕산리 산 45-5
북위 35° 56′ 02.56″ 동경 128° 29′ 57.17″ / 북위 35.9340444°  동경 128.4992139°
- 칠곡군 지천면 연호리 산 63-3
북위 35° 56′ 02.76″ 동경 128° 30′ 21.38″ / 북위 35.9341000°  동경 128.5059389°

### 칠곡층
칠곡층(Chilgok formation)은 팔공산 화강암체에 묻혀 사라진 일직층을 대신하여 팔공산-대구 이남 지역에서 하양층군의 최하위 지층을 이루고 있다. '칠곡'층이지만 행정구역 상으로 칠곡군 내에서는 지천면 남동부 끝 지역에만 분포한다. 왜관-대구 지질도폭(1928)에 의하면 적색 이암, 셰일, 사암으로 구성되며 일부 건열(sun-crack) 구조가 발달하고 지층의 두께는 550~950 m이다. 이 지층에서는 어떠한 화석도 보고되지 않았다. 지층의 주향은 북동이며 경사는 남동 12~28°이다.

## 백악기 관입암

### 화강섬록암
화강섬록암은 석적면 도개리, 망정리 일대에 비교적 넓게 분포하고 지천면 백운리, 약목면 남계리 등지에서 낙동층과 화강암질 편마암을 소규모의 암주상으로 관입하며 분포한다. 암상은 세립 내지 중립질으로 곳에 따라 편상 구조를 띠기도 하나 대체적으로는 괴상이며, 카리장석과 석영의 함유량에 따라 화강섬록암에서 석영섬록암까지 변한다. 본 암층내에는 유색광물이 밀집되고, 세립질인 부분이 타원형(장경 9cm, 단경 2~4cm)으로 주입되어 있는데 이러한 부분은 섬록암이다. 현미경 하에서 석영, 정장석, 사장석, 흑운모 및 각섬석으로 구성되고 부성분광물로는 녹니석, 저어콘, 인회석 및 철 광체(ore)를 함유한다. 본 암석은 여러 방향의 절리가 발달하는데 그중에서도 주향 북동 28°, 경사 20° 그리고 주향 북동 15°, 경사 남동 20° 의 방향이 우세하다.

## 같이 보기
- 한국의 지질
- 경상 누층군
- 칠곡군